# Castlevania: Rondo of Blood
Castlevania: Rondo of Blood, известная в Японии как Akumajō Dracula X: Chi no Rondo (яп. 悪魔城ドラキュラX 血の輪廻 Акумадзё: Доракюра эккусу: Ти но Рондо, Дьявольский замок Дракула X: перерождение крови), — компьютерная игра в жанре платформера, выпущенная на PC Engine 29 октября 1993 года в Японии. В 2007 году был выпущен ремейк игры для PSP под названием Castlevania: The Dracula X Chronicles. В 2018 году вошла в сборник Castlevania Requiem: Symphony of the Night & Rondo of Blood на PlayStation 4.

## Игровой процесс
Стандартный[уточнить], протагонист бьёт кнутом только прямо. Он также может прыгать на ступеньки и делать сальто назад. При подборе дополнительного оружия, предыдущее экипированное выпадает, его можно подобрать назад. Впервые для серии в этой игре были введены так называемые Item Crash, которые позволяют производить более мощные атаки с помощью дополнительного оружия, но отнимают больше сердец.

## Сюжет
Действие игры разворачиваются в 1792 году в вымышленной вселенной серии Castlevania. Предпосылкой серии является вечный конфликт между кланом Бельмонтов с Дракулой. Главный герой — 19-летний Рихтер Бельмонт, прямой потомок Саймона Бельмонта, отправляется в Замок Дракулы после того, как его возлюбленную Аннет похитил Шафт, слуга Дракулы. «Правая рука» Дракулы, Смерть, пытается остановить Рихтера два раза — в начале, когда он едет на карете, и в середине игры, прежде чем он дойдёт до Дракулы. По пути Рихтер освобождает: Марию Ренар, 12-летнюю девочку; Терру, монашку, которая принимает Рихтера за Богоявление; Айрис, дочь сельского врача; и Аннет. После победы над Шафтом и Смертью, Рихтер вступает в сражение с Дракулой и побеждает. После сражения Замок рушится.

## Разработка
Castlevania: Rondo of Blood — десятая игра в серии Castlevania, выпущенная Konami. Игра первоначально вышла только в Японии для PC Engine Super CD-ROM² System 29 октября 1993 года под названием Akumajō Dracula X: Chi no Rondo. Позже порт был выпущен на Wii для Virtual Console.

## Версии и ремейки

### Castlevania: Dracula X
Castlevania: Dracula X (Akumajō Dracula XX в Японии, Castlevania: Vampire’s Kiss в Европе и Австралии) — порт Castlevania: Rondo of Blood, разработанный для Super Nintendo Entertainment System. Сюжет схож с Castlevania: Rondo of Blood, использует многие спрайты оригинала, но имеет другой художественный стиль, переработанные уровни и изменённые элементы геймплея (например, только два альтернативных уровня и Мария как неиграбельный персонаж). Порт был выпущен 21 июля 1995 года в Японии, в сентябре 1995 года в США, 22 февраля 1996 года в Европе, и 22 июня 1996 года в Австралии. Игра также была выпущена для Virtual Console на Wii U в Японии 23 апреля 2014 года и в Северной Америке 2 октября 2014 года. Он был снова выпущен Virtual Console на Nintendo 3DS в Северной Америке 29 декабря 2016 года.

### Castlevania: The Dracula X Chronicles
В 2007 году Konami выпустила ремейк игры для PSP, он получил название Castlevania: The Dracula X Chronicles (Akumajō Dracula X Chronicle в Японии). В ремейке используется трёхмерная графика, хотя структура уровней оставлена без изменений, и они являются копиями оригинальных 2D-уровней. Во время прохождения игрок может обнаружить два специальных предмета, которые дают возможность сыграть в оригинальную игру, а также в Castlevania: Symphony of the Night.

## Отзывы
| Сводный рейтинг | Сводный рейтинг |
| Агрегатор       | Оценка          |
| --------------- | --------------- |
| GameRankings    | 81,40 %         |

Рецензии на игру в целом были довольно положительными. 1UP.com в рецензии на игру описал её как «прекрасно сделанную экшен-игру в классическом стиле Castlevania» и как «долгожданную классику». IGN.com вручил Wii-версии игры награду «Выбор редакции» и описал её как приятную и такую, которую сто́ит ждать. Nintendo Life поставил игре 9 баллов из 10, хваля дизайн уровней, саундтрек и уровни сложности. Electronic Gaming Monthly вручил игре награду «Best Japanese Action Game 1994» — «Лучшая японская экшен-игра 1994 года».